# 1993 في أوزبكستان
فيما يلي قوائم الأحداث التي وقعت خلال عام 1993 في أوزبكستان.

## رياضة
- 1 يناير – الدوري الأوزبكي 1993 الفائز نادي نيفتشي فرغانة.

## مواليد

### فبراير
- 10 فبراير – رسلان كوربانوف رياضي أوزبكستاني.

### مارس
- 3 مارس – شهاب الدين زويوروف

### أبريل
- 30 أبريل – إيغور سيرغييف لاعب كرة قدم أوزبكستاني.

### يونيو
- 12 يونيو – فلاديمير كوزاك لاعب كرة قدم أوزبكستاني.
- 24 يونيو – حسن بوي دوسماتوف ملاكم أوزبكستاني.
- 30 يونيو – فابيو دي ليما لاعب كرة قدم برازيلي.

### يوليو
- 7 يوليو – شاخرام جياسوف ملاكم أوزبكستاني.

### أكتوبر
- 16 أكتوبر – جمشيد اسكندروف لاعب كرة قدم أوزبكستاني.

## وفيات

### أبريل
- 18 أبريل – اسكندر سوهراب أزناوروف (مواليد 1956)

### أكتوبر
- 5 أكتوبر – ألكسندر شتاين (مواليد 1906)